# 機動戦士ガンダムSEED 友と君と戦場で。
『機動戦士ガンダムSEED 友と君と戦場で。』（きどうせんしガンダムシード ともときみとここで）は、2004年5月13日にバンダイから発売されたゲームボーイアドバンス用ゲームソフト。

## 概要
本作は、テレビアニメ『機動戦士ガンダムSEED』を題材としたアクションアドベンチャーゲームである。
ゲームの特徴は、アドベンチャーモードとバトルアドベンチャーモードの2つのシステムである。
アドベンチャーモードは、原作アニメの物語がベースになっており、キラ・ヤマトを操作しアークエンジェル内を回り各キャラクターとのイベントを楽しむものである。特にプレイヤーの選択によっては原作には描かれない描写やifの展開が用意されており、ムウ・ラ・フラガが戦死しなかったり、ドミニオンが沈む寸前にナタル・バジルールが脱出するなどがある。また、条件次第で『機動戦士ガンダムSEED ASTRAY』からロウ・ギュールや叢雲劾（彼らが乗る機体も含む）、ゲームオリジナル機体「ガンバレルストライク」が登場する。
バトルアドベンチャーモードは、マップ上の機体を操作し、様々な武装を用いて敵機をロックオンすることで戦闘アニメーションパートに移行する内容である。